# سيمون شفارتس
سيمون شفارتس (بالألمانية: Simon Schwarz) (و. 1971 – م) هو ممثل من النمسا . ولد في فيينا.

## روابط خارجية
- سايمون شفارتس على موقع IMDb (الإنجليزية)
- سايمون شفارتس على موقع مونزينجر (الألمانية)
- سايمون شفارتس على موقع ألو سيني (الفرنسية)
- سايمون شفارتس على موقع ميوزك برينز (الإنجليزية)
- سايمون شفارتس على موقع أول موفي (الإنجليزية)
- سايمون شفارتس على موقع قاعدة بيانات الأفلام السويدية (السويدية)
- سايمون شفارتس على موقع قاعدة بيانات الفيلم (الإنجليزية)
- سايمون شفارتس على موقع كينوبويسك (الروسية)